# Preben Stiers
Preben Stiers {Asse, 7 augustus 2001) is een Belgisch voetballer.

## Carrière
Stiers genoot zijn jeugdopleiding bij KV Oostende. Tijdens de voorbereiding op het seizoen 2021/22 was hij trefzeker in de oefenwedstrijden tegen VV Koekelare en KSKV Zwevezele. Op 31 augustus 2021 maakte KV Oostende bekend dat Stiers, net als Mohamed Berte, een profcontract tot 2023 kreeg en meteen verhuurd werd aan de Nederlandse eerstedivisionist FC Den Bosch, dat sinds juli 2021 eveneens onder de Pacific Media Group valt. Stiers maakte als speler van FC Den Bosch zijn eerste doelpunten in het betaald voetbal: op de twintigste competitiespeeldag trapte hij Den Bosch naar een 0-1- en 2-3-voorsprong tegen Jong AZ, dat na de wissel van Stiers nog  terugkwam tot een 3-3-gelijkspel.
Na zijn uitleenbeurt aan FC Den Bosch keerde Stiers in de zomer van 2022 terug naar Oostende, waar hij aansloot bij het eerste elftal. Daar speelde hij in het seizoen 2022/23, waarin KV Oostende naar Eerste klasse B degradeerde, geen enkele officiële wedstrijd. Na afloop van het seizoen liep zijn contract bij de kustclub af.